# Partyzancki Batalion Kuperjanova

Odznaka Batalionu Kuperjanova

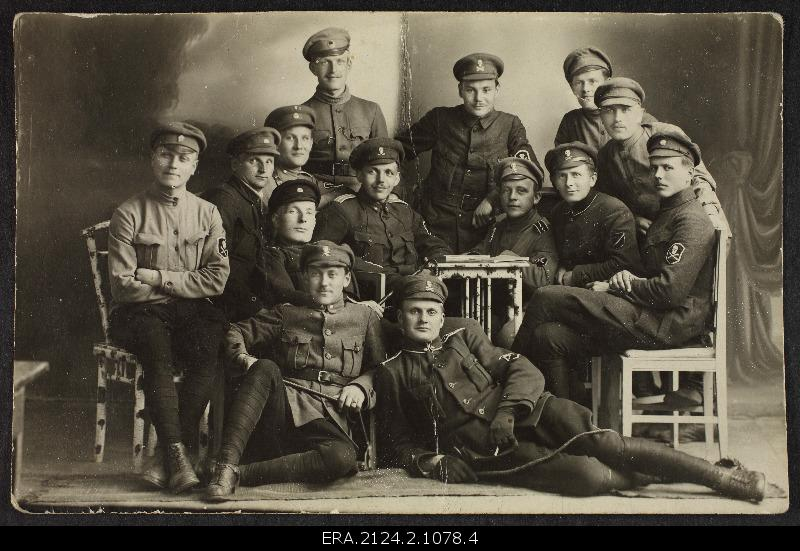
Oficerowie Batalionu Kuperjanova

Partyzancki Batalion Kuperjanova (est. Kuperjanovi partisanide pataljon) – estoński ochotniczy oddział zbrojny w latach 1918–1919.

## Historia
Latem 1918 roku porucznik Julius Kuperjanov opracował plan przeprowadzenia mobilizacji na obszarze okręgu Tartu do oddziałów, które miały przejąć władzę po wycofaniu się okupacyjnych wojsk niemieckich. Nawiązał też kontakt z działaczami niepodległościowymi w Tallinnie. Wczesną jesienią tego roku Kuperjanov przedostał się do Tartu, gdzie rozpoczął formowanie oddziału samoobrony. Po rewolucji październikowej w Tallinnie powstał Tymczasowy Rząd Estonii, który powołał formację obrony terytorialnej Kaitseliit. Stacjonujący w Tartu sztab niemieckiego LX Korpusu Armijnego nie przekazał jednak Estończykom władzy, ani uzbrojenia. Mianowany komendantem miejscowego Kaitseliitu porucznik Kuperjanov na czele oddziału konnego porozumiał się z Niemcami, którzy opuścili miasto. 23 grudnia otrzymał on od pułkownika Johana Laidonera, głównodowodzącego armią estońską, rozkaz sformowania oddziału partyzanckiego. Odbyło się to z pomocą pułkownika Ernsta Limberga, dowódcy 2 Dywizji Piechoty. W skład oddziału weszli ochotnicy z Tartu i okolic, głównie młodzież studencka i członkowie Kaitseliit. Partyzanci wycofali się wraz z 2 Dywizją Piechoty do Kärevere. Następnie ruszyli w kierunku Põltsamaa, gdzie rozpoczęli samodzielną działalność zbrojną. Oddział osiągnął liczebność batalionu. Dowódcą 1 kompanii został praporszczik Rudolf Riives, 2 kompanii – porucznik Eduard Saar, 3 kompanii – sztabskapitan Rudolf Kuslap, 4 kompanii – porucznik Jaan Unt, zaś kompanii zapasowej – porucznik Johannes Soodla. Sformowano też oddział konny pod dowództwem sztabskapitana Johannesa Tiimanna. Partyzantom brakowało uzbrojenia, wyposażenia wojskowego i umundurowania. Mieli – poza karabinami ręcznymi – jedynie dwa karabiny maszynowe. 
Oddział działał w południowej części Estonii. Prowadził głównie rozpoznanie wojsk bolszewickich, wykonując często małymi grupami rajdy na tyłach frontu w celu schwytania jeńców i uzyskania danych wywiadowczych. Ponadto atakował mniejsze oddziały bolszewickie. W styczniu partyzanci wraz z dywizjonem pociągów pancernych Karla Partsa uczestniczyli w odzyskaniu Tartu. Następnie brali udział w walkach w rejonie Puka i Tõrva. 2 lutego 1919 roku z powodu ran doznanych podczas bitwy pod Paju zginął porucznik Kuperjanov. Po jego śmierci oddział otrzymał oficjalną nazwę Batalionu Partyzanckiego Kuperjanova. W okresie od maja do lipca oddział walczył z Bałtycką Landeswehrą na obszarze północnej Łotwy. We wrześniu uczestniczył w walkach z bolszewikami wraz z oddziałami Armii Północno-Zachodniej generała Nikołaja Judenicza. Szturmował forty Sieraja Łoszad i Krasnaja Gorka. W listopadzie batalion został rozwinięty do wielkości pułku. Po zakończeniu wojny o niepodległość Estonii oddział został przeorganizowany w batalion piechoty regularnych sił zbrojnych. Po odzyskaniu niepodległości przez Estonię 9 marca 1992 roku w Võru został sformowany Samodzielny Batalion Piechoty Kuperjanova.